# N.E.R.D
N.E.R.D (también escrito como N*E*R*D, acrónimo de "No-one Ever Really Dies") es una banda de rock alternativo, funk, y hip hop alternativo formada en el 2001. Su música está descrita como funk rock, con varias otras influencias, incluyendo hip hop, R&B, soul, rock alternativo y blues.

## Historia
Pharrel Williams y Chad Hugo originalmente grabaron el álbum debut de la banda, In Search Of..., para lanzarlo en Europa en el 2001 usando técnicas digitales parecidas a las usadas en las grabaciones de The Neptunes. Decidieron que si N.E.R.D era una banda diferente a The Neptunes, debería sonar diferente. Esto les hizo re-grabar el disco (con el mismo nombre aún) con la banda Spymob y lanzarlo mundialmente en el 2002.
In Search Of... alcanzó un éxito moderado dentro de los Estados Unidos, el álbum estuvo en el puesto número 59 en el Billboard 200, el primer sencillo llamado "Lapdance" entró al top 40 en los charts de Rap Moderno, su segundo sencillo llamado Rock Star alcanzó el número 40 en los charts de Rock Moderno en Estados Unidos. "Lapdance" también estuvo en el top 40 en Reino Unido y su video apareció muchas veces en MTV2. El álbum fue muy bien recibido por las críticas a pesar de no ser tan popular como muchas de las producciones de The Neptunes.
El álbum ganó el segundo premio anual Shortlist Music, dado por un grupo de músicos, columnistas y otros profesionales de la música como mejor álbum del año que vendió menos de 500.000 copias al momento de la nominación. La banda tocó en el programa y la semana anterior al programa alcanzaron disco de oro al vender más de 500.000 unidades.
La banda grabó su segundo disco Fly Or Die durante el 2003. La banda aprendió a tocar sus melodías en vivo, como Chad Hugo dijo en MTV News el 9 de diciembre de 2003: "Nosotros somos los únicos que tocamos los instrumentos en vivo esta vez. Empecé a tocar la guitarra el año pasado y voy aprendiendo mientras tocamos. Pharrel está tocando la batería. (La última vez) No tuvimos el tiempo de aprender con algunos instrumentos así que tuvimos a Spymob ayudándonos.
Muchas de sus canciones discuten temas que les interesan a los adolescentes, por ejemplo "Thrasher", que trata sobre bullying y violencia callejera, "Drill Sergeant" trata sobre rebelión y guerra; "Backseat Love", que habla sobre el primer amor, y "Maybe" que habla sobre el primer rompimiento de una pareja.
Fly or Die salió a la venta el 22 de marzo de 2004. El álbum alcanzó el top 10 en Estados Unidos mientras su primer sencillo "She Wants To Move" y su siguiente sencillo "Maybe" recibieron un gran apoyo del canal VH1 Soul en América.
En 2005, N.E.R.D terminó su contrato con Virgin Records por una disputa de la discográfica y la banda se disolvió.  Posteriormente, Williams y Hugo fundaron Star Trak Entertainment, una filial de Interscope Records. En junio de 2008 lanzan su tercer álbum de estudio, Seeing Sounds. El primer sencillo del álbum, titulado "Everyone Nose (All the Girls Standing in the Line for the Bathroom)", fue mencionado por primera vez en su blog Billionaire Boys Club en enero de 2008. El segundo sencillo del álbum, titulado "Spaz", fue utilizado en un comercial de televisión para el Zune de Microsoft.
La canción titulada "Soldier" que cuenta con la colaboración de Santigold y Lil Wayne apareció en la banda sonora de la serie 90210.
En 2010, anunciaron el lanzamiento de su cuarto álbum de estudio titulado Nothing, que tenía una fecha de lanzamiento programada para el 7 de septiembre de 2010, pero se retrasó hasta el 2 de noviembre de 2010. El primer sencillo del álbum, "Hot-n-Fun" lanzado en mayo de 2010, incluye la participación de la cantante canadiense Nelly Furtado. El 28 de septiembre de 2010, estrenaron en el programa Late Show with David Letterman otra canción del álbum titulada "Hypnotize U", producida por el dúo francés de música electrónica Daft Punk. Este fue lanzado como el segundo sencillo del álbum el 16 de octubre de 2010.
En 2013, Pharrell confirmó que un álbum de la banda estaba en progreso, pero también mencionó que el álbum no se lanzaría ese año debido a los proyectos en los que estaba trabajando con otros artistas. El grupo se reunió el 26 de diciembre de 2014 para lanzar las canciones "Squeeze Me", "Patrick Star" y "Sandy Squirrel" para la película Bob Esponja: Un héroe fuera del agua (2015).
Su quinto álbum No One Ever Really Dies, se lanzó el 15 de diciembre de 2017 a través de I am OTHER y Columbia Records. [33] Cuenta con colaboraciones especiales de André 3000, M.I.A., Gucci Mane, Wale y Ed Sheeran, entre otros. Fue precedido por tres sencillos; "Lemon" con Rihanna (el 1 de noviembre), "1000" con Future (el 29 de noviembre) y "Don't Don't Do It!" con Kendrick Lamar (el 13 de diciembre).

## Discografía

### Álbumes de estudio
| 2002                                   | In Search of... - Lanzamiento: 12 de marzo de 2002 - Discográfica: Virgin - Formatos: CD, LP, DVD-A                        | 56 | 28 | —  | —  | —  | —  | —  | 17 | 27 | —  | - Certificación de la RIAA: Oro - Ventas en EE.UU.: 603,000 |
| 2004                                   | Fly or Die - Lanzamiento: 23 de marzo de 2004 - Discográfica: Virgin - Formatos: CD, LP                                    | 6  | 4  | 20 | 11 | 31 | 22 | 27 | 9  | 12 | 10 | - Certificación de la RIAA: Oro - Ventas en EE.UU.: 412,000 |
| 2008                                   | Seeing Sounds - Lanzamiento: 10 de junio de 2008 - Discográfica: Star Trak, Interscope - Formatos: CD, LP, DI              | 7  | 20 | 65 | 14 | 45 | —  | 13 | —  | 60 | 97 |                                                             |
| 2010                                   | Nothing - Lanzamiento: 2 de noviembre de 2010 - Discográfica: Star Trak, Interscope - Formatos: CD, LP, DI                 | 20 | 83 |    | 55 | 43 |    | 32 |    |    |    |                                                             |
| 2017                                   | No One Ever Really Dies - Lanzamiento: 15 de diciembre de 2017 - Discográfica: i am OTHER, Columbia - Formatos: CD, LP, DI | 31 | 80 |    | 58 | 92 |    | 65 |    |    |    |                                                             |
| "—" denota que no entró en los charts. | |    |    |    |    |    |    |    |    |    |    |                                                             |

### Sencillos
| 2001                                  | "Lapdance" (con Lee Harvey y Vita)                                    | —   | 85 | —  | —  | —  | —  | —  | 56 | 47 | 20 | In Search Of...         |
| 2002                                  | "Rock Star"                                                           | —   | —  | —  | 32 | —  | 35 | —  | 74 | —  | 15 | In Search Of...         |
| 2002                                  | "Provider"                                                            | —   | —  | —  | —  | —  | 45 | —  | 95 | 43 | 20 | In Search Of...         |
| 2004                                  | "She Wants to Move"                                                   | 39  | 69 | 6  | 21 | 19 | 11 | 7  | 10 | 58 | 5  | Fly or Die              |
| 2004                                  | "Maybe"                                                               | —   | —  | 19 | 48 | 58 | 31 | —  | 37 | —  | 25 | Fly or Die              |
| 2008                                  | "Everyone Nose (All the Girls Standing in the Line for the Bathroom)" | —   | —  | —  | 69 | 65 | —  | —  | —  | —  | 41 | Seeing Sounds           |
| 2008                                  | "Spaz"                                                                | 106 | —  | —  | —  | —  | —  | —  | —  | —  | —  | Seeing Sounds           |
| 2009                                  | "Sooner or Later"                                                     | —   | —  | —  | —  | —  | —  | —  | —  | —  | —  | Seeing Sounds           |
| 2010                                  | "Hot N' Fun" (con Nelly Furtado)                                      | —   | —  | 26 | 52 | 23 | —  | 26 | 88 | —  | 49 | Nothing                 |
| 2010                                  | "Hypnotize U"                                                         | —   | —  | —  | —  | 54 | —  | —  | —  | —  | —  | Nothing                 |
| 2017                                  | "Lemon" (con Rihanna)                                                 | 40  | 18 | 23 | 48 | 57 | 51 | —  | 87 | —  | 31 | No One Ever Really Dies |
| 2017                                  | "1000" (con Future)                                                   | —   | —  | —  | —  | —  | —  | —  | —  | —  | —  | No One Ever Really Dies |
| 2018                                  | "Don't Don't Do It" (con Kendrick Lamar)                              | —   | —  | —  | —  | —  | —  | —  | —  | —  | —  | No One Ever Really Dies |
| "—" denota que no entró en los charts |                                                                       |     |    |    |    |    |    |    |    |    |    |                         |